# Dolmen de Saint-Gonvel
Le dolmen de Saint-Gonvel, appelé aussi dolmen d'Argenton, est un dolmen situé sur la commune de Landunvez, dans le département français du Finistère.

## Historique
L'édifice est classé au titre des monuments historiques par arrêté du 25 septembre 1883.

## Description
Le dolmen, de type dolmen à couloir, est constitué de sept dalles et d'une table de couverture en granite migmatique de Landunvez et deux autres dalles sont visibles à l'est. Il mesure intérieurement 2,30 m de longueur sur 1,70 m de largeur. La table déborde des orthostates et mesure 3,70 m de long sur 2,30 m de large. 

## Annexe